# Виска (приток Кимжи)
Виска — река в России, течёт по территории Лешуконского района Архангельской области. Левая составляющая Кимжы.
Длина реки составляет 24 км.
Вытекает из небольшого озера в болоте Островистое. В верхнем течении пересекает озеро Ямозеро. Устье реки находится на высоте 54 м над уровнем моря в 158 км по левому берегу реки Кимжа.

## Данные водного реестра
По данным государственного водного реестра России относится к Двинско-Печорскому бассейновому округу, водохозяйственный участок реки — Мезень от водомерного поста деревни Малонисогорская и до устья. Речной бассейн реки — Мезень.
Код объекта в государственном водном реестре — 03030000212103000050442.